# Rio Deep Creek
O rio Deep Creek é um rio das Bahamas, na Ilha Andros.